# عزلة (تقسيم إداري)
العزلة وحدة تقسيم إداري ضمن المديرية مستخدمة في التقسيم الإداري لليمن وتحديدًا في الريف، تتكون من مجموعة من القرى والمحلات التابعة للقرى، وقد تضم العزلة مدينة متوسطة الحجم.